# قره‌محمدلی (یولاخ)
قره‌محمدلی (به لاتین: Qaraməmmədli) منطقه‌ای مسکونی در جمهوری آذربایجان است که در شهرستان یولاخ واقع شده است. قره‌محمدلی ۱۷۷۱ نفر جمعیت دارد.